# 온천리석탑
온천리석탑(溫泉里石塔)은 대한민국 충청남도 아산시 온양2동, 온양관광호텔에 있던 고려시대의 석탑이다. 1984년 5월 17일 충청남도의 문화재자료 제226호로 지정되었다가, 1987년 12월 28일 문화재 지정이 해제되었다.

## 참고 자료
- 온천리석탑 - 국가유산청 국가유산포털